# Squaliobarbus curriculus
Squaliobarbus curriculus är en fiskart som först beskrevs av Richardson, 1846.  Squaliobarbus curriculus ingår i släktet Squaliobarbus och familjen karpfiskar. IUCN kategoriserar arten globalt som otillräckligt studerad. Inga underarter finns listade i Catalogue of Life.